# Betty Olin
Betty (Elisabeth) Olin, född den 6 december 1761, död den 2 juli 1816, också kallad Elisabeth Olin den yngre, var en svensk sångerska och skådespelerska.

## Biografi
Som barn av den berömda sångerskan Elisabeth Olin och kunglige hovsekreteraren Gabriel Olin debuterade hon som ”Mademoiselle Olin” vid en kavaljerskonsert på Riddarhuspalatset vid nio års ålder 1770 i en duett och en aria och sades sjunga med en sådan behaglig röst och en musikalisk precision att hon fick mycket beröm.
Olin anställdes med sin mor och moster vid den nygrundade Operan och medverkade i den berömda operaföreställningen Thetis och Pelée som öppnade den nygrundade Operan i Stora Bollhuset 1773. Denna föreställning samlade dem som skulle utgöra landets första infödda operatalanger: Carl Stenborg (Pelée), Elisabeth Olin (Thetis) Hedvig Wigert (Doris), Lars Lalin (Jupiter), Anders Nordén (Neptunus), Nils Gustav Stenborg (Merkurius), och Hans Björkman och Johan Filip Lising i mindre roller. Betty Olin spelade Amor, Kärleken, och anställdes vid Operan tillsammans med sin mor och sin moster, som båda medverkat i samma pjäs. En annan roll var Joas i Athalia.
Hon gifte sig 1793 med sångaren Carl Stenborg. Detta innebar en brytning med hennes mor. Paret förlovade sig 1782 men kunde inte gifta sig förrän 12 juli 1793 på grund av moderns ogillande: Stenborg hade nämligen haft ett förhållande med Betty Olins mor sedan åtminstone 1773. Relationen med Elisabeth Olin var i många år dålig, men parets förhållande beskrivs som lyckligt. Deras hem beskrivs som ett centrum för konstnärsvärlden, ett slags salong, som på sommaren flyttade till sommarstället Blackeberg.
Tillsammans med maken turnerade hon sedan utomlands och uppträdde i Köpenhamn i Danmark och i Oslo i Norge under 1794–95. Detta var före Justina Casagli, som annars brukar anses vara den första svenska sångerska som uppträdde utomlands. Paret förklarades i konkurs 1805. Åren 1808–09 fungerade hon i praktiken som ledare för makens teatersällskap i Sillgateteatern i Göteborg, då det framgår av en stämning av en aktör som ansåg sig ha blivit orättvist avskedad att det var hon som skötte sällskapets affärer och anställningar.

## Roller
| År   | Roll                               | Produktion          | Regi | Teater          |
| ---- | ---------------------------------- | ------------------- | ---- | --------------- |
| 1773 | Kärleken                           | Orfeus och Eurydike |      | Stora Bollhuset |
| 1775 | Översteprästinnan i Lyckans tempel | Æglé                |      | Stora Bollhuset |